# Хантсвилл (Арканзас)
Хантсвилл (англ. Huntsville) — город, расположенный в округе Мадисон (штат Арканзас, США) с населением в 1931 человек по статистическим данным переписи 2000 года.
Является административным центром округа Мадисон.

## География
По данным Бюро переписи населения США Хантсвилл имеет общую площадь в 7,77 квадратных километров, водных ресурсов в черте населённого пункта не имеется.
Город Хантсвилл расположен на высоте 463 метра над уровнем моря.

## Демография
По данным переписи населения 2000 года в Хантсвилле проживал 1931 человек, 493 семьи, насчитывалось 761 домашнее хозяйство и 853 жилых дома. Средняя плотность населения составляла около 247,6 человек на один квадратный километр. Расовый состав Хантсвилла по данным переписи распределился следующим образом: 90,21 % белых, 0,10 % — чёрных или афроамериканцев, 2,12 % — коренных американцев, 0,21 % — выходцев с тихоокеанских островов, 0,83 % — представителей смешанных рас, 6,53 % — других народностей. Испаноговорящие составили 12,79 % от всех жителей города.
Из 761 домашних хозяйств в 33,5 % — воспитывали детей в возрасте до 18 лет, 45,2 % представляли собой совместно проживающие супружеские пары, в 15,8 % семей женщины проживали без мужей, 35,1 % не имели семей. 32,5 % от общего числа семей на момент переписи жили самостоятельно, при этом 20,0 % составили одинокие пожилые люди в возрасте 65 лет и старше. Средний размер домашнего хозяйства составил 2,43 человек, а средний размер семьи — 3,03 человек.
Население города по возрастному диапазону по данным переписи 2000 года распределилось следующим образом: 26,8 % — жители младше 18 лет, 10,2 % — между 18 и 24 годами, 22,5 % — от 25 до 44 лет, 18,8 % — от 45 до 64 лет и 21,8 % — в возрасте 65 лет и старше. Средний возраст жителей составил 36 лет. На каждые 100 женщин в Хантсвилле приходилось 87,8 мужчин, при этом на каждые сто женщин 18 лет и старше приходилось 82,0 мужчин также старше 18 лет.
Средний доход на одно домашнее хозяйство в городе составил 25 288 долларов США, а средний доход на одну семью — 32 609 долларов. При этом мужчины имели средний доход в 26 929 долларов США в год против 19 766 долларов среднегодового дохода у женщин. Доход на душу населения в городе составил 14 686 долларов в год. 20,9 % от всего числа семей в населённом пункте и 23,7 % от всей численности населения находилось на момент переписи населения за чертой бедности, при этом 32,4 % из них были моложе 18 лет и 26,8 % — в возрасте 65 лет и старше.

## Известные уроженцы и жители
- Гэри Миллер — республиканец, член Палата представителей США от штата Калифорния;
- Орвал Фобас — 36-й губернатор штата Арканзас;
- Ронни Хокинс — рок-музыкант.